# سومین شورای لاتران
سومین شورای لاتران (انگلیسی: Third Council of the Lateran)، یازدهمین شورا از شوراهای سراسری کلیسای کاتولیک بود که در سال ۱۱۷۹ با حضور ۳۰۲ کشیش و با ریاست پاپ الکساندر سوم برگزار شد. در این شورا ۲۷ قانون جدید برای کلیسا تنظیم و تصویب شد؛ همچنین محدودیت‌های برای کاردینال‌ها برای مجمع انتخاب پاپ در نظر گرفته شد؛ و در نهایت سیمونی (Simony: فروش مناصب و اشیا مقدس) محکوم شد.